# Bisdom Tandag
Het bisdom Tandag  (Latijn: Dioecesis Tandagensis) is een rooms-katholiek bisdom in de Filipijnen en een van de suffragane bisdommen van het aartsbisdom Cagayan de Oro. Bisdom Tandag werd op 16 juni 1978 opgericht en beslaat de gehele provincie Surigao del Sur. De bisschop van Surigao is sinds 2001 Nereo Odchimar. De zetel van de bisschop is de Surigao City Cathedral in Tandag. Het bisdom telde in 2010 een totaal aantal van 484.004 geregistreerde gedoopte katholieken op een totale bevolking van 605.005 inwoners.

## Bisschoppen
- Ireneo A. Amantillo (6 september 1978 - 18 oktober 2001)[1]
- Nereo P. Odchimar (18 oktober 2001 - 14 juni 2018)[1]
- Raúl Bautista Dáel (14 juni 2018 - heden)[1]